# International Students of History Association
Az International Students of History Association (ISHA, "Történészhallgatók Nemzetközi Szövetsége") a történészhallgatók nemzetközi, kormányfüggetlen szervezete, amelynek központja s egyben tevékenységének fő színtere Európa. A szervezet célja a tagok közötti kommunikáció megkönnyítése és az információcsere biztosítása a történettudomány, illetve a kapcsolódó tudományágak hallgatói között.
Az ISHA-t eredetileg 1990-ben, Budapesten alapították. A kezdeményezés hátterében a magyar történészhallgatók álltak, akik a vasfüggöny lehullása után kapcsolatokat kívántak létesíteni nyugat-európai társaikkal. Az ISHA tagságát az Európa 15 országából származó több, mint 25 szekció alkotja a megfigyelőkkel és a külső tagokkal egyetemben, míg az ISHA maga a hallgatók európai szervezetének (European Students' Union, ESU) társult tagja. A szervezet emellett szoros együttműködést vállal egyéb egyetemi hálózatokkal is, így például az European History Networkkel és az EUROCLIO-val (Történelemoktatók Európai Szövetsége).

## Tevékenységek
Az akadémiai év során a különböző tagcsoportok vállalják magukra a különböző események megszervezését. Ez utóbbiak között rendes és hétvégi konferenciák is megtalálhatóak, az ISHA szempontjából a legnagyobb jelentőséggel azonban az ún. tavaszi éves konferencia bír. Az említett események időtartama jellemzően 5-7 nap, a résztvevők létszáma harminc és száz között mozog az adott alkalom jelentőségétől függően. Az Európa minden szegletéből származó diákok workshopokat szerveznek, megbeszéléseket, előadásokat és prezentációkat tartanak különböző témákkal kapcsolatban, de emellett kirándulások és utazások képében kulturális programokon is részt vehetnek. A további szabadidős tevékenységek lehetőséget biztosítanak a résztvevők számára a kölcsönös megértés előmozdítására és a tájékozottság növelésére.
Korábbi konferenciák
| Év   | Város      | Ország        | Elnevezés                                                                            |
| ---- | ---------- | ------------- | ------------------------------------------------------------------------------------ |
| 1990 | Budapest   | Magyarország  | The European Paradigm                                                                |
| 1991 | Pécs       | Magyarország  | People on the move: Migration                                                        |
| 1992 | Helsinki   | Finnország    | Gender and History                                                                   |
| 1993 | Tours      | Franciaország | What does it mean to be Europe                                                       |
| 1994 | Utrecht    | Hollandia     | History of Daily Life                                                                |
| 1995 | Mainz      | Németország   | History and Propaganda                                                               |
| 1996 | Bécs       | Ausztria      | Man and Nature                                                                       |
| 1997 | Wrocław    | Lengyelország | Religion and History                                                                 |
| 1998 | Helsinki   | Finnország    | Revolution!?                                                                         |
| 1999 | Heidelberg | Németország   | Enemies and Feinbilder                                                               |
| 2000 | Zágráb     | Horvátország  | The 20th Century                                                                     |
| 2001 | Vilnius    | Litvánia      | Minorities                                                                           |
| 2002 | Nijmegen   | Hollandia     | Expanding Horizons                                                                   |
| 2003 | Helsinki   | Finnország    | Who owns the Past?                                                                   |
| 2004 | Póla       | Horvátország  | Trade and Communication                                                              |
| 2005 | Ohrid      | Macedónia     | Religion in History                                                                  |
| 2006 | Utrecht    | Hollandia     | Ideologies through History                                                           |
| 2007 | Turku      | Finnország    | Popular culture and History                                                          |
| 2008 | Delft      | Hollandia     | Facets of power                                                                      |
| 2009 | Zágráb     | Horvátország  | Turning points in History                                                            |
| 2010 | Helsinki   | Finnország    | Integration throughout History                                                       |
| 2011 | Póla       | Horvátország  | East and West: Bridging the Differences                                              |
| 2012 | Jéna       | Németország   | Identities in Transition                                                             |
| 2013 | Leuven     | Belgium       | Migrations                                                                           |
| 2014 | Budapest   | Magyarország  | Images of the Other: Relations between Western and Central-Eastern Europe in History |

2009-10 során az ISHA részt vett a "Connecting Europe through History – Experiences and Perceptions of Migration in Europe" című projektben az EUROCLIO-val és az Europaeummal, a tíz európai vezető egyetem szervezetével együtt.

## Carnival
1999 óta az ISHA saját újságot jelentet meg Carnival címmel, amely a diákok saját cikkeit közli. Az újság éves jelleggel jelenik meg, lapjaira nem csupán a szervezet tagjai, hanem történészhallgatók és a kapcsolódó tudományágak tanulói is írhatnak.

## Felépítés
- General Assembly (GA, "Általános Gyűlés"): az ISHA döntéshozó szerve, amely a tag- és a megfigyelő szekciókból áll. (Szavazati joggal csak az előbbiek bírnak.) A GA határoz a szervezet politikájáról, dönt a szabályzat módosításáról, valamint választja meg az ISHA tisztviselőit.
- International Board (IB, "Nemzetközi Bizottság"): az ISHA végrehajtó szerve. Tagságát az elnök, az alelnök, a titkár és a kincstárnok alkotja, akik a GA által meghatározott irányvonal a gyakorlatban való megvalósításáért felelősek.
- Council (Tanács): az IB legfőbb segédszervezete az ISHA működtetéséhez szükséges feladatok ellátásában.
- Treasury Committee ("Kincstári Bizottság"): két tag alkotja, akiknek feladata a kincstárnok működésének utólagos ellenőrzése hivatali időszakának befejeztekor.
- Editor-in-Chief (főszerkesztő): a Karnevál éves számának összeállításáért felelős tisztviselő.
- Webmaster: feladata az ISHA honlapjának karbantartása.

## Szekciók listája (2015)[8]
| Ország             | Szekció                                             |
| ------------------ | --------------------------------------------------- |
| Ausztria           | Graz, Bécs                                          |
| Belgium            | Leuven                                              |
| Bulgária           | Szófia                                              |
| Horvátország       | Eszék, Póla, Fiume, Zára, Zágráb                    |
| Ciprus             | Nicosia                                             |
| Csehország         | Prága, Olmütz                                       |
| Finnország         | Helsinki, Turku                                     |
| Franciaország      | Saint-Étienne, Párizs                               |
| Görögország        | Szaloniki                                           |
| Németország        | Berlin, Jéna, Marburg                               |
| Magyarország       | Budapest                                            |
| Izland             | Reykjavík                                           |
| Írország           | Gailimh                                             |
| Koszovó            | Kosovska Mitrovica                                  |
| Olaszország        | Bologna, Róma, Milánó, Trieszt-Koper (ikerszekciók) |
| Lengyelország      | Varsó                                               |
| Litvánia           | Vilnius                                             |
| Macedónia          | Szkopje                                             |
| Hollandia          | Nijmegen, Utrecht                                   |
| Románia            | Bukarest                                            |
| Szerbia            | Belgrád                                             |
| Szlovákia          | Besztercebánya                                      |
| Szlovénia          | Ljubljana, Maribor, Trieszt-Koper (ikerszekciók)    |
| Svájc              | Zürich                                              |
| Egyesült Királyság | London, Edinburgh, Kent (Canterbury)                |

## Külső linkek
- ISHA International Archiválva 2015. augusztus 10-i dátummal a Wayback Machine-ben
- Connecting Europe Through History Project
- ISHA Facebook Page

## Fordítás
- Ez a szócikk részben vagy egészben  az   International Students of History Association című angol Wikipédia-szócikk fordításán alapul.  Az eredeti cikk szerkesztőit annak laptörténete sorolja fel. Ez a jelzés csupán a megfogalmazás eredetét és a szerzői jogokat jelzi, nem szolgál a cikkben szereplő információk forrásmegjelöléseként.